# Кеннебанкпорт
Кеннебанкпорт (англ. Kennebunkport) — посёлок в округе Йорк штата Мэн, США. Население — 3720 жителей (2000).
Расположен на берегу Атлантического океана, у впадения в него реки Кеннебанк.
Известен прежде всего как местонахождение летнего поместья семьи 41-го президента США Джорджа Буша — «Уокерс-Пойнт» (Walker’s Point). Во время своего президентства Буш принимал здесь зарубежных лидеров, включая Маргарет Тэтчер и Михаила Горбачёва.
1-2 июля 2007 года в Кеннебанкпорте состоялась встреча президента США Джорджа Буша-младшего и президента России Владимира Путина. В числе других, обсуждались вопросы, связанные с ситуацией в Косово, ядерной программой Ирана, российские предложения, касающиеся совместного использования Габалинской РЛС в Азербайджане вместо размещения элементов американской ПРО в Восточной Европе.